# USS Jack (SS-259)
Pour les autres navires du même nom, voir USS Jack.
L'USS Jack (SS-259) est un sous-marin de la classe Gato construit pour l'United States Navy pendant la Seconde Guerre mondiale.
Construit au chantier naval Electric Boat de Groton dans le Connecticut (États-Unis), sa quille est posée le 2 février 1942, il est lancé le 16 octobre 1942, parrainé par Mme Frances Seely et mis en service à la base navale de New London le 6 janvier 1943, sous le commandement du commander Thomas M. Dykers (en).

## Historique

### US Navy
Le Jack suit un entraînement le long de la côte de la Nouvelle-Angleterre, naviguant de New London le 26 avril 1943 pour son service dans le Pacifique. Arrivant à Pearl Harbor le 21 mai, le sous-marin se ravitaille  puis prend la mer pour sa patrouille inaugurale le 5 juin 1943. Participant à l'offensive sous-marine contre le Japon, celui-ci patrouille au large de Honshū. Le Jack tombe sur un convoi de cinq navires le 26 juin, et à la suite d'une série de cinq attaques bien exécutées, il coule le navire à passagers Toyo Maru de 4 000 tonnes et le cargo Shozan Maru de 6 000 tonnes. En tentant de torpiller un troisième navire, le sous-marin est secoué par une bombe larguée d'un avion, mais l'équipage d'alerte parvient à corriger son angle de plongée et effectue des réparations d'urgence,.
Le 4 juillet 1943, le submersible localise de la fumée à l'horizon, ce qu'il s'avère être le Nikkyo Maru accompagné une escorte. Le sous-marin tire trois torpilles et l'envoie par le fond avant de reprendre la route vers Pearl Harbor pour des réparations, qu'il finit par atteindre le 19 juillet 1943.
Au cours de sa seconde patrouille menée du 5 septembre au 10 octobre 1943, il ne rencontre aucun succès car des difficultés d'ingénierie l'obligent à retourner prématurément à Pearl Harbor.
Lors de sa troisième patrouille de guerre, le sous-marin se dirige vers l'ouest le 16 janvier 1944 à destination de la mer de Chine méridionale. Rôdant le long des voies de navigation essentielles entre Singapour et le Japon, il rencontre le convoi Hi-40 composé de cinq grands pétroliers accompagnés de trois escortes au début du 19 février. Le sous-marin atteint la position d'attaque vers 16 h 40 et tire trois torpilles, dont une au but. Il entame alors un  « mouvement de tenaille », une longue manœuvre circulaire destinée à l'amener devant les quatre pétroliers restants, afin qu'il puisse de nouveau être prêt à l'attaque à la fin de l'après-midi. Deux torpilles coulent deux autres navires en zigzag frénétique, avant qu'il ne se déplace vers un pétrolier traînard. Sa première salve de torpilles échoue et le pétrolier répond par plusieurs tirs de canons de 127 mm. Évitant le feu ennemi, le Jack revient dans la zone trois heures plus tard et l'envoie par la fond avec quatre torpilles. Au cours de cette remarquable série d'attaques, le sous-marin a coulé quatre pétroliers (qui lui ont valu le surnom de « Jack the Pack », après une annonce par radio du commandant du convoi, citant :  une attaque par un « Wolfpack », alors que le Jack était l'unique submersible dans la zone). Son palmarès de la journée se compose des navires Kokuie Maru, Nanei Maru, Nichirin Maru et Ichiyo Maru, tous de plus de 5 000 tonnes. Après plusieurs autres attaques, le Jack met le cap sur sa nouvelle base à Fremantle, en Australie, qu'il atteint le 13 mars 1944.
Quittant l'Australie le 6 avril 1944, le Jack retourne en mer de Chine méridionale pour sa quatrième patrouille de guerre. Il poursuit le convoi Take Ichi dans l'après-midi du 25 avril, et peu après minuit le lendemain, il mène une attaque au cours duquel il coule le SS Yoshida Maru No. 1 (en) et endommage deux autres navires. Le 27 avril, le Jack utilise son canon de pont pour couler un chalutier équipé de radio, le Daisun, avant de retourner à Fremantle le 10 mai 1944.
Le Jack appareille de Fremantle pour sa cinquième patrouille de guerre le 4 juin 1944, retournant à nouveau dans la zone du transit maritime important du Japon en mer de Chine méridionale. Au début du 24 juin, il mène une approche sur un grand convoi et tire trois torpilles, coulant un gros pétrolier, le San Pedro Maru, avant que les avions d'escorte ne l'obligent à se retirer. Cinq jours plus tard, le sous-marin tombe sur un autre grand convoi et, au début du 30 juin, parvient à se mettre en position. Trois attaques successives envoient par le fond les cargos Matsukawa Maru et Tsukushima Maru. Le submersible retourne à Fremantle le 14 juillet 1944. 
À la suite de ses patrouilles à succès, le sous-marin reçoit la très convoitée Presidential Unit Citation.
Le sous-marin navigue de Fremantle le 6 août 1944 jusqu'en mer de Célèbes pour sa sixième patrouille de guerre. Attaquant un convoi le 29 août, il coule un petit dragueur de mines (Minesweeper No 28) puis se lance à la poursuite d'un cargo. Après une attaque à la torpille manquée et une contre-attaque sans conséquence, le Jack fait preuve d'une maniabilité hors-pair pour couler le Mexico Maru. Il rejoint finalement Fremantle le 24 septembre 1944.
Il reprend la mer le 27 octobre 1944 à destination une nouvelle fois de la mer de Chine méridionale. Le navire attaque un convoi côtier du 14 au 15 novembre, coulant les cargos Nichiei Maru et Yusan Maru avant que l'eau peu profonde ne l'oblige à interrompre le combat. L'attrition de la navigation japonaise commençait à se faire sentir, et celui-ci ne dénicha aucune occasion d'attaque, ce qui provoqua la fin de sa patrouille à Pearl Harbor le 24 décembre 1944. Depuis la base américaine, le submersible retourne ensuite à San Francisco pour une révision majeure.
Le sous-marin vétéran retourne à Pearl Harbor le 1er avril 1945 et part pour sa huitième patrouille le 26 avril. Avec la plupart des navires japonais coulés ou réticents à s'aventurer dans les voies maritimes habituelles, sa tâche principale était dorénavant de surveiller ou d'escorter les porte-avions menant des missions de bombardement contre le continent japonais. Le sous-marin retourne à Guam pour un radoub le 18 juin et repart le 12 juillet pour sa neuvième et dernière patrouille. Stationné entre Luçon et Okinawa, il mène de nouveau des fonctions de surveillance jusqu'à la reddition du Japon le 15 août 1945. Sa neuvième patrouille s'achève à Midway le 29 août.

### Marine grecque

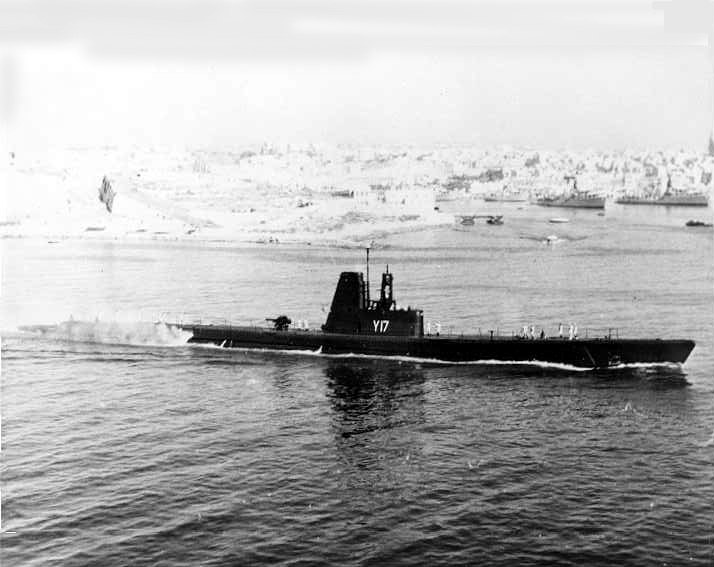
Le Jack sous le nom de Amfitriti (S-17) en août 1961.

Le Jack navigue pour les États-Unis le 5 septembre 1945, passant par Pearl Harbor, la zone du canal de Panama puis New York le 3 octobre 1945. Retiré du service à New London le 8 juin 1946, il est placé dans la flotte de réserve de l'Atlantique. Il est remis brièvement en service le 20 décembre 1957, dans le cadre de son transfert au gouvernement grec. Après des opérations de formation, il est prêté à la Marine royale hellénique le 21 avril 1958 et sert sous le nom de Amfitriti (S-17) (également orthographié Amphitriti) jusqu'en 1967, date à laquelle il est rendu aux américains. Sa carrière s'achève lorsqu'il est coulé comme cible en mer Méditerranée par la 6e flotte américaine le 5 septembre 1967,.

## Décorations
Le Jack coula 76 687 tonnes de navires japonais lors de ses opérations sous-marines. En plus de sa Presidential Unit Citation, il reçut sept étoiles de bataille pour son service pendant la Seconde Guerre mondiale. Toutes les patrouilles, à l'exception de sa deuxième et de sa neuvième, sont considérées comme réussites.

## Dans la culture populaire
Le Jack fit l'objet d'un épisode dans la série télévisée d'anthologie The Silent Service (it). L'épisode intitulé « The Jack at Tokyo » et diffusé le 5 avril 1957 fut accueilli par le contre-amiral Thomas M. Dykers (alors retraité),. 
Ses opérations de pendant la guerre du Pacifique sont relatées dans Silent Running : My Years on a World War II Attack Submarine.